# 拡散数
拡散数（かくさんすう、英: diffusion number）とは、陽解法を用いた拡散方程式の数値解析に際して、その数値的安定性を議論する上で重要な無次元数のひとつ。拡散数d は次式で定義される。
{\displaystyle d=k{\dfrac {\Delta t}{(\Delta x)^{2}}}}
ここで
- k ：拡散係数
- Δt ：解析における時間間隔
- Δx ：空間方向の間隔

である。

## 導出
1次元の拡散方程式：
{\displaystyle {\dfrac {\partial {u}}{\partial t}}=k{\dfrac {\partial ^{2}{u}}{\partial {x}^{2}}}}
ここで
- t ：時間
- x ：空間座標

を考える。差分法を用いて拡散方程式を離散化すると以下のようになる。
{\displaystyle {\dfrac {u_{i}^{n+1}-u_{i}^{n}}{\Delta t}}=k{\dfrac {u_{i+1}^{n}-2u_{i}^{n}+u_{i-1}^{n}}{(\Delta x)^{2}}}}
この式を拡散数d を用いて書き直すと、時間ステップn +1 における物理量uin +1 を
{\displaystyle u_{i}^{n+1}=u_{i}^{n}+d(u_{i+1}^{n}-2u_{i}^{n}+u_{i-1}^{n})}
と表すことができる。

## 拡散数による安定性の評価
拡散方程式を陽解法、特に差分法を用いて計算する場合、拡散数の大きさにより解析の数値的安定性をフォン・ノイマンの安定性解析により評価することができる。解析を安定に進めるためには
{\displaystyle d\leq {\frac {1}{2}}}
である必要がある。この式は以下のように書き換えられる。
{\displaystyle \Delta t\leq {\frac {1}{2}}{\dfrac {(\Delta x)^{2}}{k}}}
つまり時間間隔Δt をある値より小さくしなければ安定に解析ができない。解析を精度よく行うために空間解像度Δx を小さくする場合、Δt はその2乗で小さくしなければならず、この条件は非常に厳しいものとなる。